# Jelena Niemirowska
Jelena Niemirowska (ros. Елена Немировская, ur. 17 listopada 1939 w Moskwie) – rosyjska działaczka społeczna, autorka ponad stu publikacji z zakresu socjologii i kultury. 

## Życiorys
Kierowała Moskiewską Szkołą Edukacji Obywatelskiej (rozwiązaną w 2021), którą zakładała na początku lat 90. Laureatka nagrody im. Jegora Gajdara (2013). Za swoją działalność odznaczona m.in. Orderem Imperium Brytyjskiego (2002), Narodowym Orderem Zasługi (2009), Odznaką Honorową Bene Merito (2010) i Orderem za Zasługi Rzeczypospolitej Polskiej (2014).